# Benjamin Cremaschi
Benjamin Cremaschi (tiếng Tây Ban Nha: Benjamín; sinh ngày 2 tháng 3 năm 2005) là một cầu thủ bóng đá chuyên nghiệp người Mỹ hiện đang thi đấu ở vị trí tiền vệ cho câu lạc bộ Major League Soccer Inter Miami và đội tuyển bóng đá quốc gia Hoa Kỳ.

## Sự nghiệp thi đấu

### Inter Miami
Cremaschi bắt đầu chơi bóng tại câu lạc bộ Key Biscayne SC khi mới 6 tuổi và năm 14 tuổi chuyển đến Weston Academy. Anh đã giúp Weston Academy giành được U-16 MLS Next Cup năm 2021, nơi anh giành được Chiếc giày Vàng. Anh chuyển đến đội trẻ của Inter Miami vào năm 2021. Năm 2022, anh giúp đội U-17 Inter Miami vô địch Generation Adidas Cup
và giành được quyền lựa chọn tại MLS NEXT All-Star. Anh cũng ra mắt cho Inter Miami II vào năm 2022, ghi 5 bàn và có 1 kiến tạo trong mùa giải đó ở MLS Next Pro. Vào ngày 22 tháng 11 năm 2022, anh ký hợp đồng chuyên nghiệp đầu tiên với Inter Miami theo bản hợp đồng 3 năm. Anh ra mắt chuyên nghiệp với Inter Miami khi vào sân thay người  trong chiến thắng 2–0 trước CF Montréal tại Major League Soccer vào ngày 25 tháng 2 năm 2023.
Năm 2023, Inter Miami giành được danh hiệu Leagues Cup 2023, trong đó có những đóng góp của Benjamin, với 1 bàn thắng và 2 kiến tạo.

### Quốc tế
Sinh ra ở Hoa Kỳ, Cremaschi là người gốc Argentina và do đó đủ điều kiện để đại diện cho một trong hai quốc gia. Anh được gọi triệu tập lên đội tuyển U-19 Hoa Kỳ cho chiến dịch giành chức vô địch của họ tại Slovenia Nations Cup vào tháng 9 năm 2022. Anh được gọi lên một trại huấn luyện của đội tuyển U-20 Hoa Kỳ vào tháng 10 năm 2022 để chuẩn bị cho Giải vô địch bóng đá U-20 thế giới 2023. Ngày 7 tháng 12 năm 2022, anh được triệu tập lên đội tuyển U-20 Argentina cho một trại huấn luyện để tham dự Giải vô địch bóng đá U-20 Nam Mỹ 2023.
Vào ngày 30 tháng 8 năm 2023, Benjamin, cùng với người đồng đội Drake Callender được gọi lên Đội tuyển bóng đá quốc gia Hoa Kỳ chuẩn bị cho các trận đấu trong tháng 9 năm 2023. Vào ngày 13 tháng 9 năm 2023, anh có trận ra mắt quốc tế, khi vào sân thay người ở phút 71 trong trận giao hữu với Oman.
Vào ngày 8 tháng 10 năm 2023, Cremaschi được gọi lên Đội tuyển bóng đá U-23 quốc gia Hoa Kỳ chuẩn bị cho 2 trận giao hữu gặp México và Nhật Bản.

## Thống kê sự nghiệp

### Câu lạc bộ
Tính đến 11 tháng 8 năm 2023
| Câu lạc bộ          | Mùa giải            | Giải đấu            | Giải đấu | Giải đấu | Cúp quốc gia | Cúp quốc gia | Châu lục | Châu lục | Khác | Khác | Tổng cộng | Tổng cộng |
| Câu lạc bộ          | Mùa giải            | Hạng                | Trận     | Bàn      | Trận         | Bàn          | Trận     | Bàn      | Trận | Bàn  | Trận      | Bàn       |
| ------------------- | ------------------- | ------------------- | -------- | -------- | ------------ | ------------ | -------- | -------- | ---- | ---- | --------- | --------- |
| Inter Miami II      | 2022                | MLS Next Pro        | 13       | 5        | —            | —            | —        | —        | —    | —    | 13        | 5         |
| Inter Miami II      | 2023                | MLS Next Pro        | 4        | 0        | —            | —            | —        | —        | —    | —    | 4         | 0         |
| Inter Miami II      | Tổng cộng           | Tổng cộng           | 17       | 5        | —            | —            | —        | —        | —    | —    | 17        | 5         |
| Inter Miami         | 2023                | Major League Soccer | 18       | 1        | 4            | 0            | —        | —        | 5    | 1    | 27        | 2         |
| Tổng cộng sự nghiệp | Tổng cộng sự nghiệp | Tổng cộng sự nghiệp | 35       | 6        | 4            | 0            | 0        | 0        | 5    | 1    | 44        | 7         |

1. ↑  Ra sân tại Leagues Cup

## Danh hiệu
Inter Miami
- Leagues Cup: 2023[14]